# Fjære-Granit

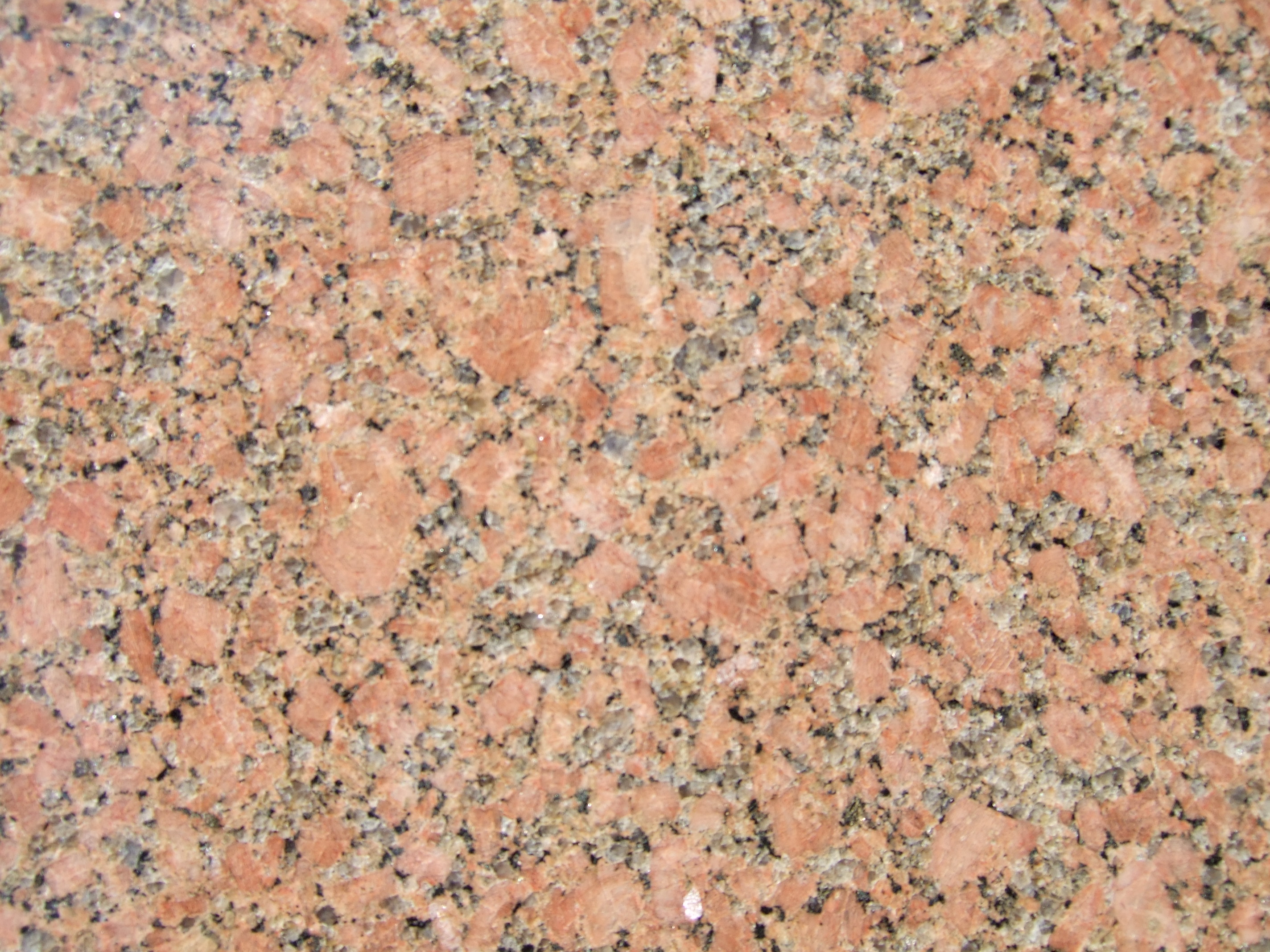
Fjære-Granit mit polierter Oberfläche

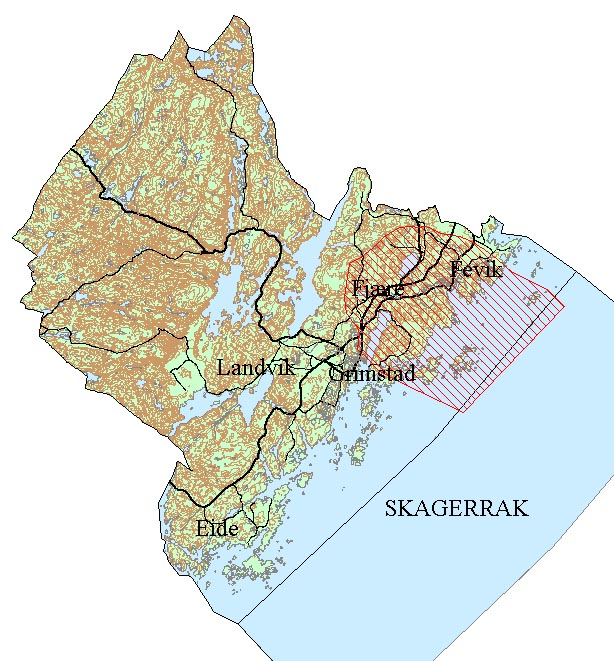
Karte des Granit-Vorkommens

Der Fjære-Granit (norw. Fjæregranitt, auch Grimstadgranitt und Fevikgranitt) ist ein rötlicher bis roter Granit, der östlich von Grimstad und bei der eingemeindeten Ortschaft Fevik in der Provinz (Fylke) Agder in Norwegen gewonnen wurde. Das Gestein entstand vor über 950 Millionen Jahren im Proterozoikum.

## Name
Fjæregranitt, Fevikgranitt  und Grimstadgranitt sind Namen, die sich auf die Lage der Steinbrüche beziehen. Ab 1993 wurde der Fjære-Granit zum offiziellen Fylkesstein ernannt, der Gesteinsart, die für die Region seines Vorkommens typisch und wirtschaftlich besonders bedeutsam ist.

## Gesteinsbeschreibung und Vorkommen
Der Fjære-Granit ist kräftig rot, insbesondere wenn er von der Ferne betrachtet wird. Der grobgekörnte Granit enthält große Kristalle des roten Mikroklin mit kleinen Körnern von hellem Albit, bläulich erscheinenden Quarz und bis zu 10 mm große Biotitnester.
Das Gesteinsvorkommen bildet eine nahezu ovale Fläche und erstreckt sich von Grimstad fast bis zur Grenze nach Arendal. Das Granitvorkommen reicht unter Wasser im Skagerrak weiter.

## Verwendung
Der Stein eignet sich für das Bauwesen als Massivstein und für Innenausbauten, Steindenkmäler und Grabsteine. Der Abbau dieses Granits begann in den 1870er-Jahren. 1905 gab es drei Steinmetzbetriebe mit je 50 bis 75 Beschäftigten. Der größte Teil des Granits wurde exportiert. Nach dem Zweiten Weltkrieg kam der Gesteinsabbau nicht mehr richtig in Schwung, da auf dem Weltmarkt zahlreiche weitere rote Granite angeboten wurden. 1966 wurde der Steinbruch Fjareheia wieder in Betrieb genommen und versucht diesen Naturstein unter dem Namen New Red Star zu vermarkten, was allerdings 1970 wegen zu geringer Nachfrage wieder aufgegeben wurde.
Fjære-Granit wurde zum Bau der Fjære kirke östlich von Grimstad und Tårnskirke in Skien verwendet und vor dem Zweiten Weltkrieg auch für Gebäude in Hamburg und Berlin.

### Geplante Verwendung für NS-Deutschland
Dieses Gestein wurde bereits im Jahr 1940 von NS-Deutschland für Siegesmonumente nach einem erwarteten „Endsieg“ von Albert Speer im Auftrag von Adolf Hitler bestellt.
Adolf Hitler plante bereits in den 1930er-Jahren riesige Monumentalbauten. Für diese wären nach seinem „Endsieg“ große Mengen Naturstein benötigt worden, vor allem Granit. Er beauftragte Albert Speer mit der Beschaffung der erforderlichen Massen an Gestein, und dieser beabsichtigte, dafür auch die Vorkommen an Fjære-Granit in Norwegen neben weiteren Granitvorkommen in Südschweden (beispielsweise Vånevik-Granit) sowie in Finnland zu nutzen.
Nach der Besetzung Norwegens im Jahr 1940 wurden bis zu 10 Tonnen schwere Rohblöcke dieses norwegischen Vorkommens geordert und gebrochen. Mit dieser Aufgabe wurde ein Steinindustrieunternehmen mit Niederlassungen in Fredrikstad und Oslo beauftragt. Das Unternehmen existiert auch heute noch, es sind aber keine Unterlagen aus der Kriegszeit erhalten geblieben. Schätzungsweise 25 Männer arbeiteten an dem Auftrag in zwei Steinbrüchen, die nebeneinander lagen. Deutsche waren nicht an den Steinbrucharbeiten in Fjæreheia beteiligt. Im Hafen von Grimstad waren große Mengen von Granit-Rohblöcken für den Export nach Deutschland vorbereitet. Einige Rohblöcke sollen noch vor dem Ende der Besetzung Norwegens am 8. Mai 1945 geliefert worden sein, doch der Großteil blieb in den Steinbrüchen oder wurde nach dem Krieg verkauft.
Im Granit-Steinbruch Fjæreheia waren verschiedene „Hitler-Rohblöcke“ bis Ende der 1970er Jahre gelagert. Diese Steine wurden in Norwegen als „Hitler-Steine“ bekannt und nach dem Krieg als Mauersteine, Pflastersteine und Bodenplatten verbaut.

### Steinbruch als Freilichtbühne
Von 1992 bis 1993 wurde eine Freilichtbühne mit etwa tausend Sitzplätzen, das Fjæreheia Amfi, in dem stillgelegten Steinbruch Fjæreheia mit der Granit-Abbauwand im Hintergrund aufgebaut.

## Bilder

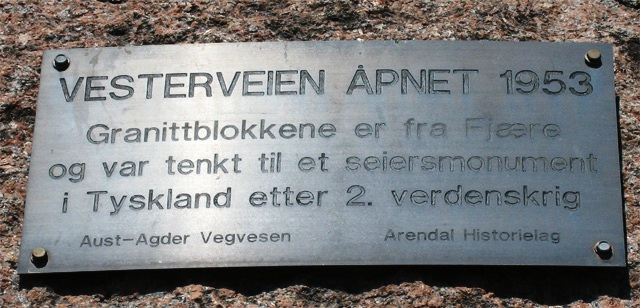
Hinweis auf die Verwendung der Hitler-Steine in der Weststraße in Arendal
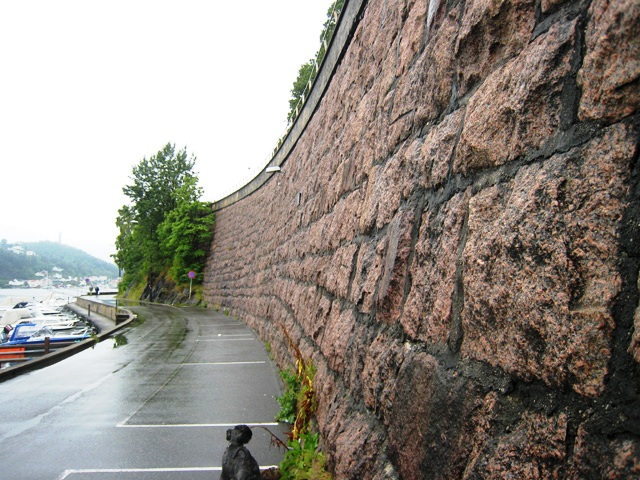
Steinmauer an der Weststraße in Arendal aus Fjære-Granit, in der Hitler-Steine eingebaut sind
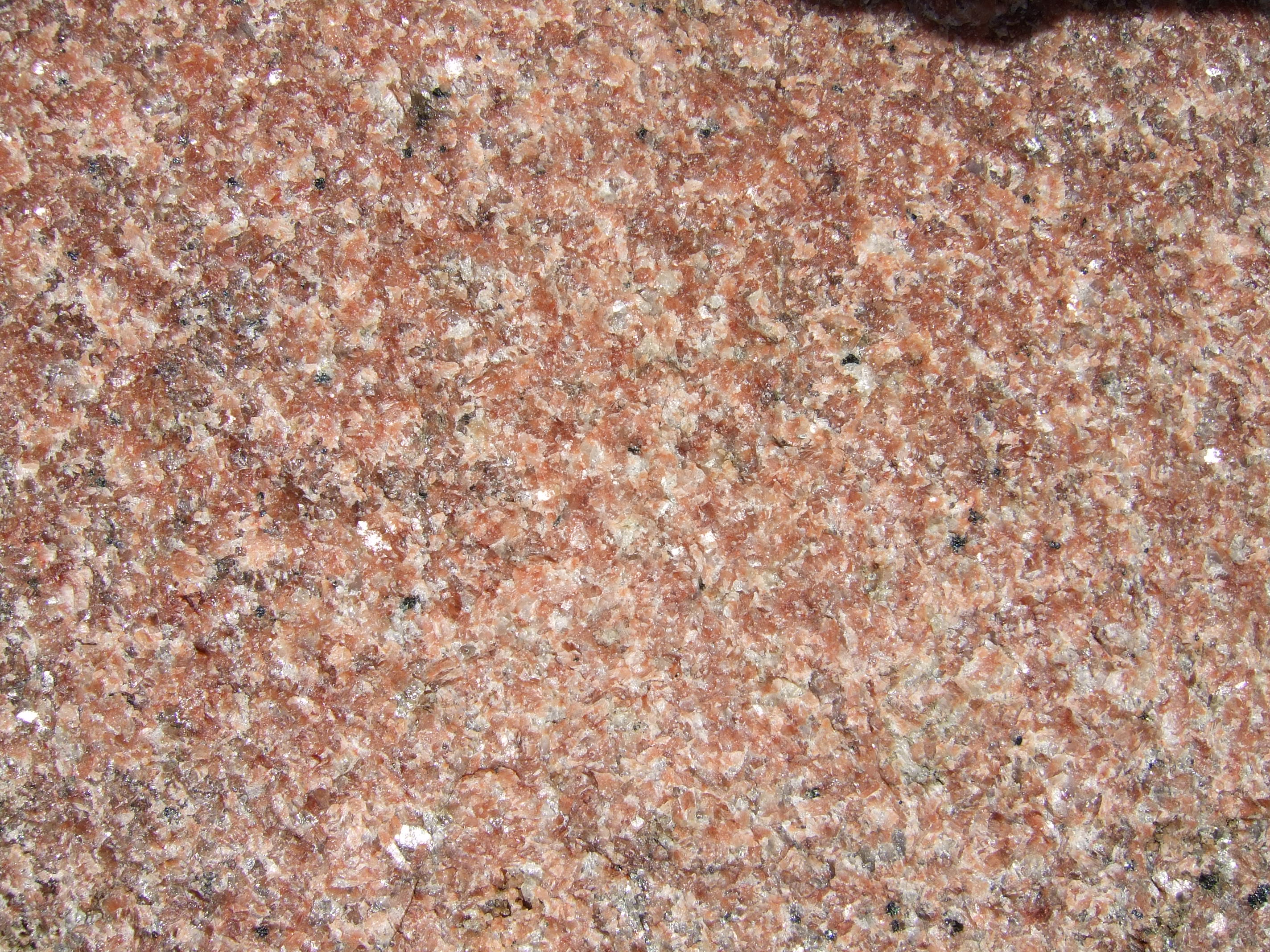
Fjæregranitt, beflammt
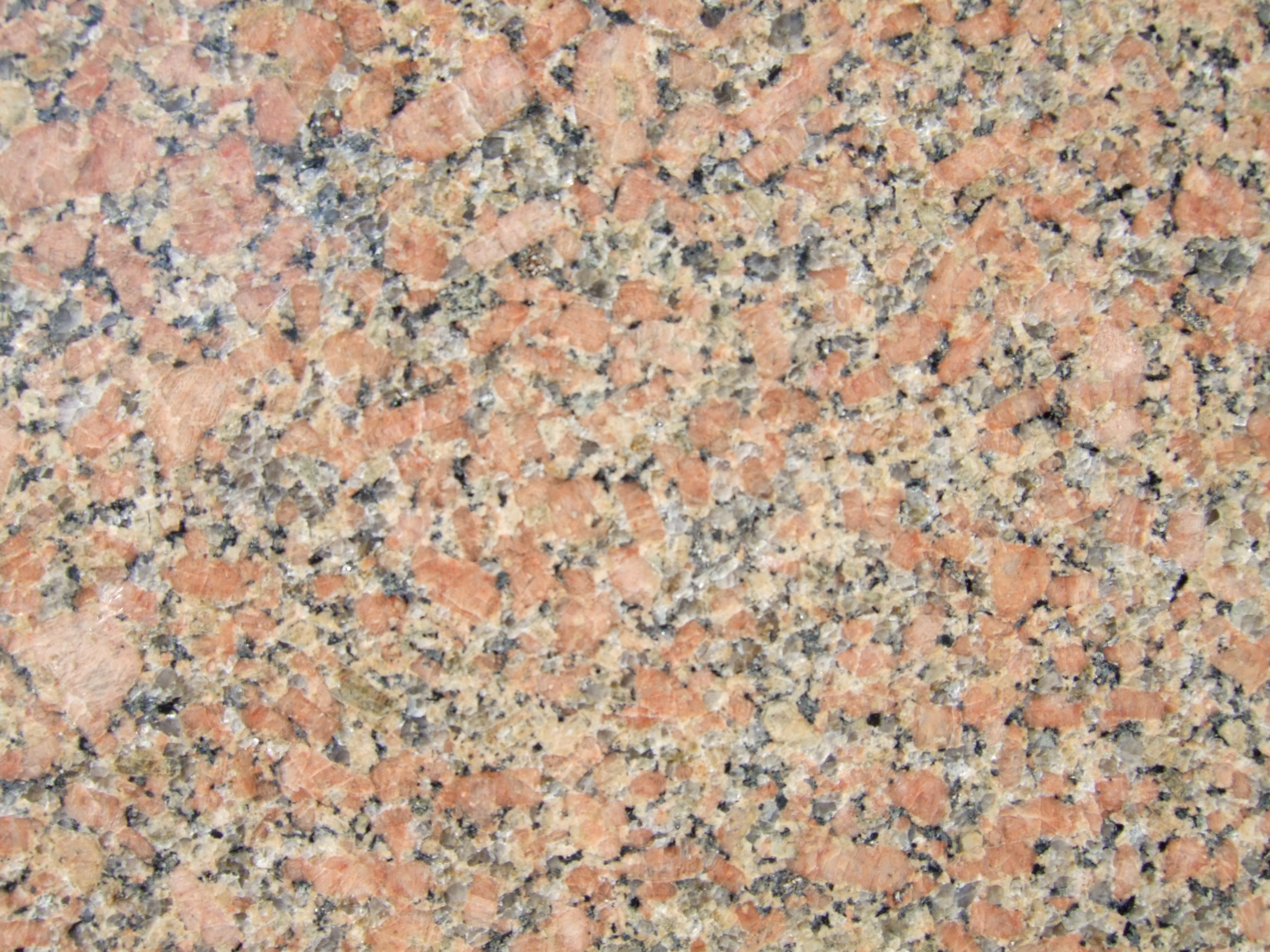
Fjæregranitt, poliert
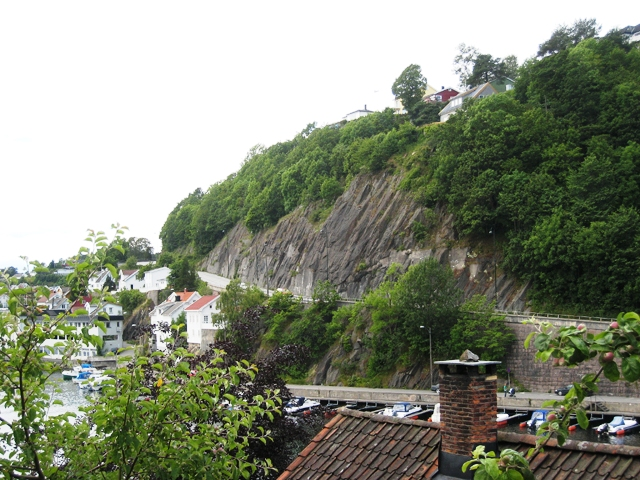
Aufschluss des Granitvorkommens an der Weststraße von Ardendal
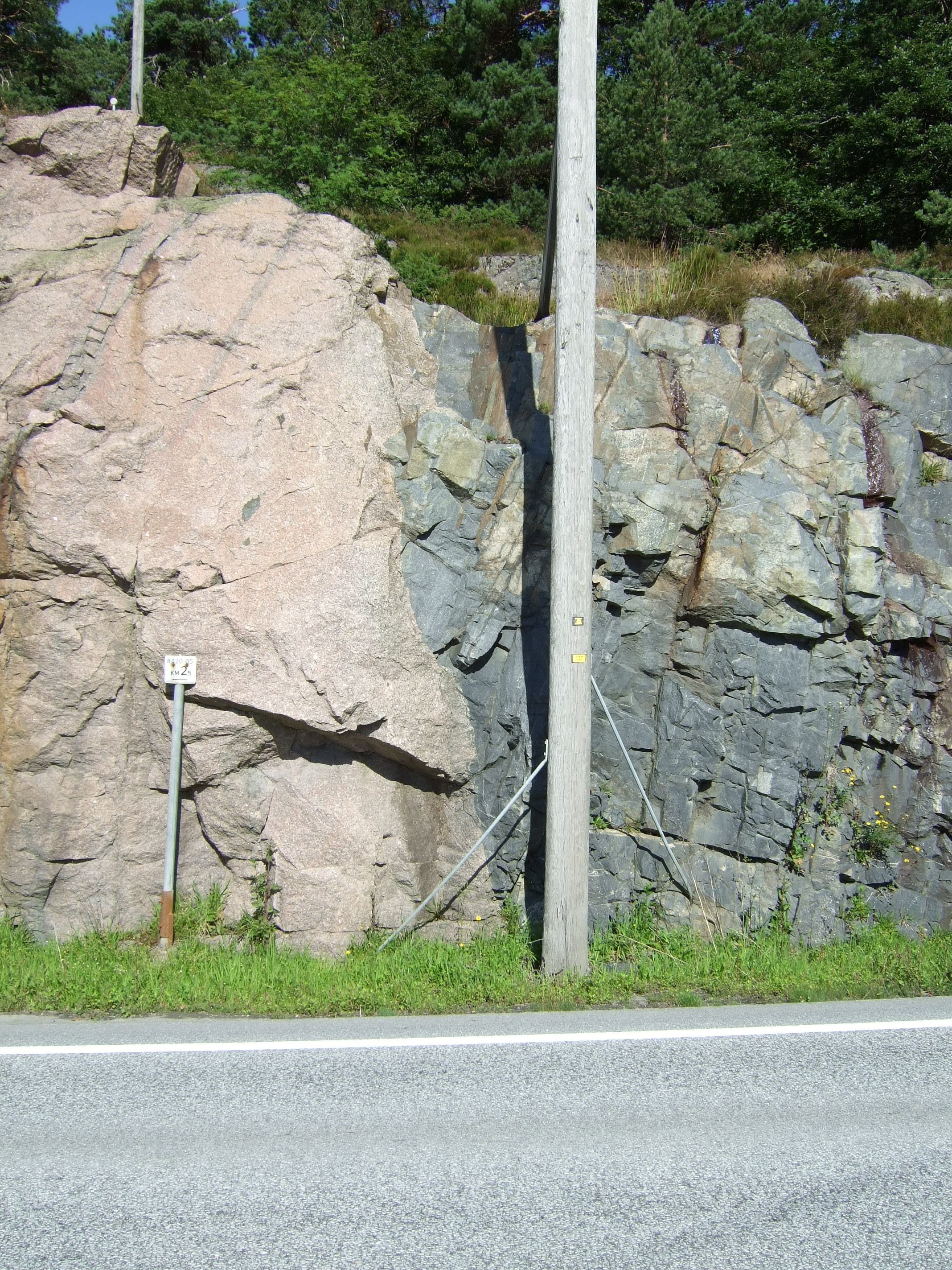
Östlicher Aufschluss in Birketveit, Fevik
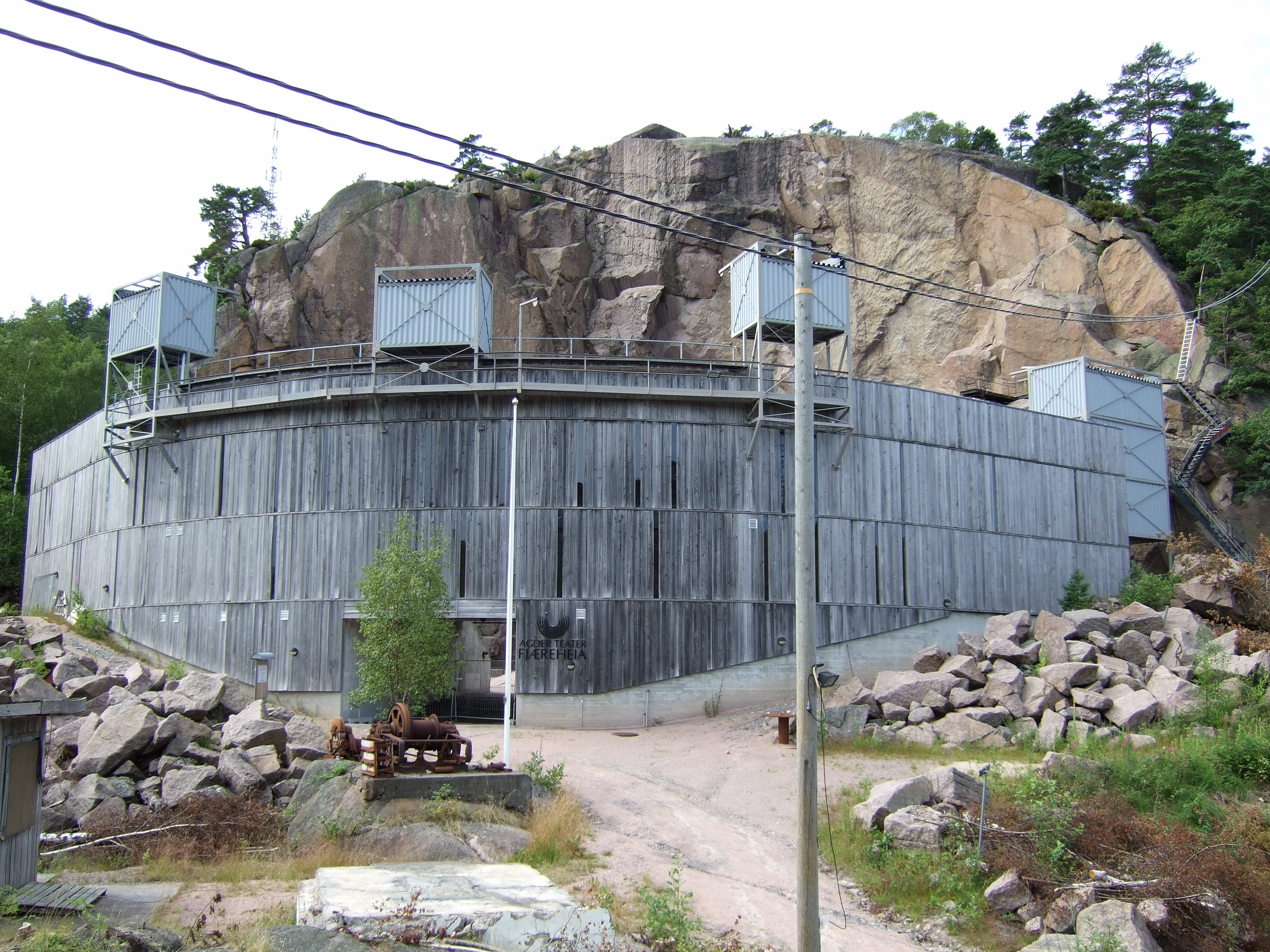
Das Freilufttheater Agder Theater – Fjaereheia
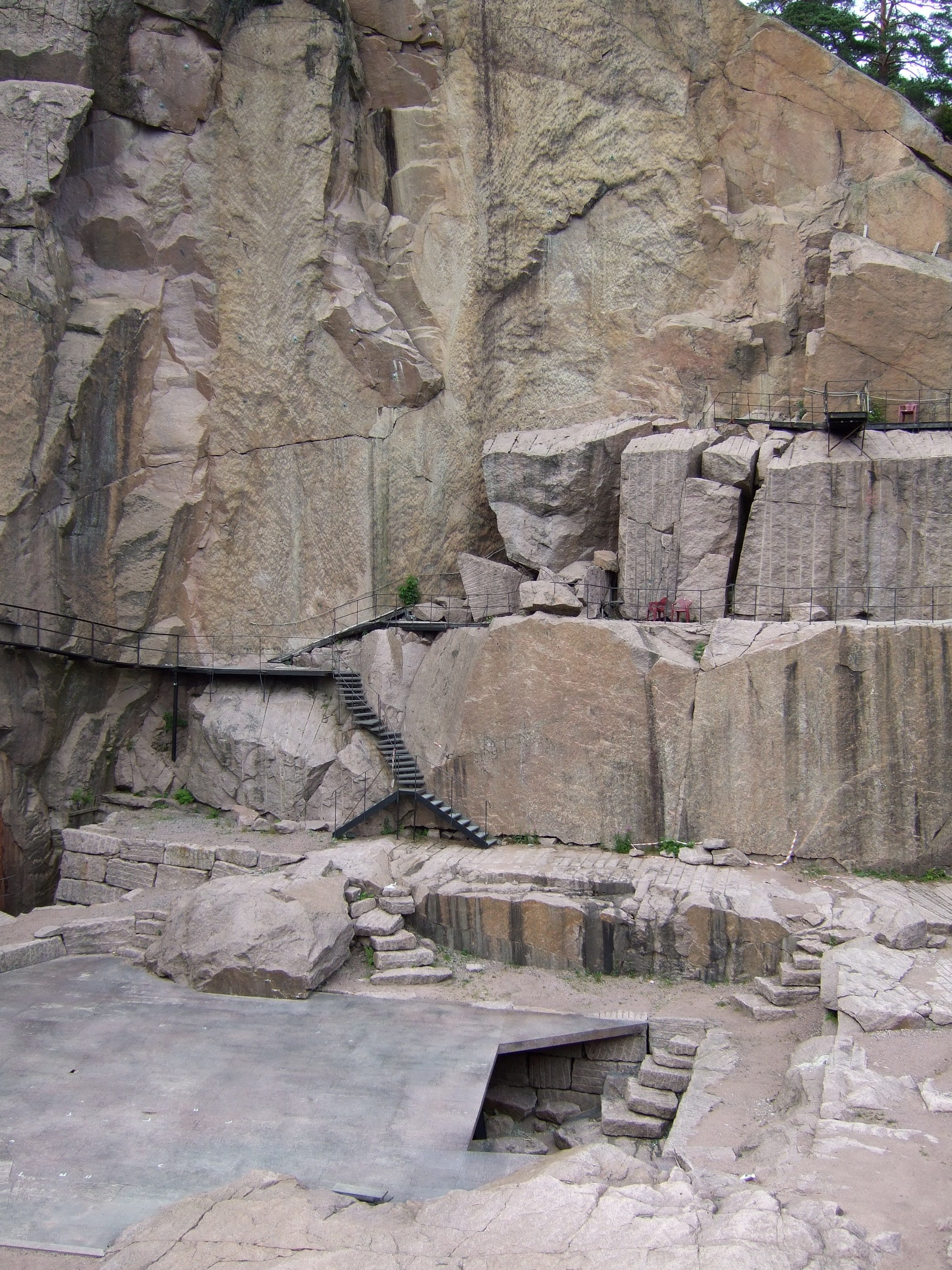
Die Natur-Bühne im Freilufttheater Fjæreheia